# Пидао Самыан
Пидао Самыан (кхмер. ពិដោ សំអឿន; род. 20 мая 1996, Пномпень) — камбоджийский футболист, игрок   ФК «Прэах Кхан Реать Свайриенг». Обладатель Кубка Камбоджи (2015, 2017), чемпион камбоджийской Премьер-лиги (2019). Выступал за сборную Камбоджи. Играет на позиции защитника.

## Биография
Родился в Пномпене 20 мая 1996 года.
На клубном уровне дебютировал в 2014 году в команде «Прэах Кхан Реать Свайриенг». В 2015 и 2017 году вместе с командой стал обладателем Кубка Камбоджи по футболу. В 2019 выиграл чемпионат страны. Также трижды становился призёром чемпионата (2017, 2020, 2021).
Дебютировал за сборную Камбоджи в товарищеском матче против сборной Бутана 20 августа 2015 года (2:0), где вышел на поле на 75-й минуте, заменив полузащитника Каеу Сокпхенга. Всего сыграл за сборную в 16 официальных матчей.